# Emanuela Falcetti
Emanuela Falcetti (Milano, 2 novembre 1957) è una giornalista, conduttrice radiofonica e conduttrice televisiva italiana.

## Biografia
Ha esordito negli anni settanta con una trasmissione notturna in una radio libera dove ha affermato di conoscere radiofonicamente Renato Vallanzasca. Nel 1982 debutta alla Rai nella trasmissione Discoring di Gianni Boncompagni. Nel 1983 è stata nel gruppo dei presentatori del Festival di Sanremo 1983.
Iscritta all'albo dei giornalisti come professionista dal 25 giugno 1982, ha lavorato in Rai dove ha condotto per 19 anni il suo programma Italia: istruzioni per l'uso, che andava in onda dal lunedì al venerdì alle ore 06:13 in diretta radiofonica su Rai Radio Uno ed in diretta televisiva, dalle 06:43 anche su RaiNews24. 
Nel 1985 è apparsa nel ruolo di sé stessa nel film Mezzo destro mezzo sinistro - 2 calciatori senza pallone, per la regia di Sergio Martino.
È stata nel cast degli ospiti nel programma Le amiche del sabato su Rai 1 e nella trasmissione televisiva L'Italia sul 2 su Rai 2. Talvolta è intervenuta a Mattino Cinque su Canale 5.
Fino al giugno 2011 ha condotto la trasmissione Falcetti on the road, in onda su Isoradio, il canale radiofonico tematico di infomobilità della Rai. Il 24 gennaio 2012 ha debuttato con la trasmissione Rai2: Istruzioni per l'uso. Dal 15 settembre 2014 torna su Radio Uno con il programma pomeridiano Italia sotto inchiesta.

## Televisione
- Discoring (Rai Uno, 1982-1984) conduttrice
- 33ª edizione del festival di Sanremo (Rai Uno, 1983) conduttrice
- Il mondo è tuo (Rai Uno, 1987) inviata
- Italia ore 6 (Rai Uno, 1990-1991) conduttrice
- Italia: istruzioni per l'uso (Rai Uno, 1991-1992; Rai News 24, 1999-2011) conduttrice
- Ciao Italia (Rai Uno, 1992) conduttrice
- Amore e sesso: istruzioni per l'uso (Rai Uno, 1996) conduttrice
- Rai2: Istruzioni per l'uso (Rai 2, 2012) conduttrice